# .name

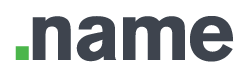
로고

도메인 name은 인터넷 도메인 네임 시스템의 일반 최상위 도메인(gTLD)이다. 이는 개인의 이름, 별명, 화면 이름, 가명 또는 기타 유형의 식별 라벨을 표시하기 위해 개인이 사용하도록 고안되었다.

## 역사
최상위 도메인은 하콘 호그네스(Hakon Haugnes)와 게이르 라스무센(Geir Rasmussen)에 의해 설립되었으며 처음에는 2001년에 글로벌 네임 레지스트리(Global Name Registry)에 위임되었으며 2002년 1월에 완전히 운영되었다. 베리사인은 2002년 .name 출시 이후 .name의 아웃소싱 운영업체였으며 글로벌 네임 레지스트리를 2008년에 인수했다.
2007년 9월 말, 보안 연구원들은 글로벌 네임 레지스트리가 WHOIS 조회당 수수료를 부과하여 해커를 은닉하고 있다고 비난했다. 도메인 명세 등록 정보를 개당 2달러에 판매한다는 정책은 명목상의 악성코드 확산 호스트, 좀비, 봇넷 제어 서버를 찾아 정리하려는 커뮤니티의 노력을 방해한다는 비판을 받았다. 이 레지스트리는 10페이지 분량의 법적 계약에 서명한 승인된 사용자에게 무제한 조회를 제공한다.
2009년 11월, 국제화 도메인 이름(IDN)이 2차 및 3차 도메인 이름에 사용할 수 있게 되었다. IDN은 사용자 응용 프로그램이 언어의 기본 문자 집합으로 표시하는 도메인 이름이다.

## 같이 보기
- 도메인 네임